# Narciso Fages de Romá
Narciso Fages de Romá (Figueras, 1813-Figueras, 1884) fue un jurisconsulto y agrónomo español. 

## Biografía
Nacido el 31 de enero de 1813 en Figueras, hijo de una antigua estirpe ampurdanesa, fundó la Sociedad de Agricultura del Ampurdán (1845), la primera de este tipo en todo el estado español, y participó activamente, como socio de mérito, en las actividades del Instituto Agrícola Catalán de San Isidro, en la que se integró finalmente la Sociedad de Agricultura del Empordà. En 1849 fue nombrado Comisario Regio de Agricultura de la provincia de Gerona. Fundó las revistas agrícolas El Bien del País (1845-49) y La Granja (1850-55). También promovió en 1885 la fundación de la Granja-Escuela de Fortianell como escuela de agricultura del Ampurdán, que posteriormente se agregó en el Instituto de Segunda Enseñanza de Figueras. Perteneció como socio de mérito en la Academia Matritense de Legislación y Jurisprudencia, Real Academia de Ciencias Naturales y Artes, Academia de las Buenas Letras de Barcelona, Sociedad Económica de Amigos de País de Barcelona, Valencia y Gerona, Academia de Ciencias y Letras de las Islas, y Societè Agricole et Littéraire diciembre Pirene Orientales. Sus actividades en favor de la modernización de la agricultura en el Empordà encontraron continuación en su hijo, el también jurista Carles Fages de Perramon.
Narciso Fages de Romá tuvo un papel destacado en la lucha contra la plaga de la filoxera, que había atacado a los viñedos de Francia, y que a continuación también se observó en la comarca en 1878, en una viñedos de Rabós y San Quirze de Colera. En 1878 Fages de Romano presidía una comisión de vigilancia y defensa contra esta plaga y fue nombrado presidente de la Subcomisión de defensa contra la Filoxera en el partido de Figueras, habiendo publicado diversos estudios de posible prevención e impedir su propagación que ya había atacado a los viñedos de Francia. Propuso la creación de una zona de incomunicación total en el Alto Ampurdán que representaba arrancar la práctica totalidad de las viñas de la comarca en un radio de 30 kilómetros. Finalmente, tras varios estudios superiores técnicos especiales, promovió la sustitución de cepas autóctonas para pies americanos resistentes a la plaga y la repoblación forestal en las zonas de viña que tuvo que abandonar. Todo fue cambiando y la comarca volvió a disfrutar de las viñas y de una considerable producción de vino.
Los biógrafos de Narciso Fages de Romá resaltan su prestigio reconocido en todas partes como abogado de tendencia liberal y republicana, que justifica en buena parte su defensa en el proceso que se siguió contra Abdón Terradas, el político republicano y federal que fue elegido alcalde de Figueras en 1842, pero las autoridades no aceptaron la elección, que tuvo que ser repetida hasta cinco veces, y finalmente, por el hecho de haberse negado a jurar lealtad a la regencia de Baldomero Espartero, el duque de la Victoria, fue encarcelado en el castillo de Figueras, donde permaneció hasta que pudo exiliarse a Perpiñán.
Publicó diversas obras sobre agricultura y otros temas relacionados con leyes y arrendamientos; cabe destacar los Aforismes rurals (1849), que tuvieron una gran popularidad. En su estudio sobre este libro, el profesor Augusto Rafanell destaca «la beligerancia que rezuman estos versos hacia la industrialización y el mundo urbano en general y la exaltación de los valores más pintorescos y seculares del mundo campesino», en contraste con liberalismo político del autor. Falleció en diciembre de 1884 en Figueras.

## Familia Fages
El apellido Fages es una importante y antigua familia de Figueras, que poseía numerosas tierras y propiedades en diez municipios del Alto y Bajo Ampurdán. El primero fue Francisco Fages, doctor en derecho y que fue notario de Figueras entre el 1672 y 1706, y el que ya tenía carácter de nobleza personal.
Inicialmente constan como residentes en la plaza de la Industria pero en 1850 construyeron una gran mansión de estilo neoclásico, diseñada por el arquitecto Josep Roca i Bros, en la calle Ingenieros de Figueras.
Le siguió José Fages, también notario, Antonio Tomás Fages, político, que fue alcalde constitucional en el 1820-22, y padre de Narciso Fages de Romà. Su hijo, Carles Fages de Perramon, doctor en leyes, fue fundador de la Caja de Ahorros y Montepío de l'Empordà (1884) y fue el segundo presidente de la Fundación Asilo Vilallonga del 1897 al 1832 y como tal promocionar las conferencias de San Vicente de Paúl, la escuela nocturna para jóvenes obreros y la gratuita de San Vicente. Mariano Fages de Sabater, hermanastro de Narciso Fages de Romá, también doctor en leyes, que fue auditor en el ministerio de Marina, el cual en 1857 fue elegido diputado a Cortes por el distrito de Gerona y nueve años después por el de Figueras y Xavier Fages, científico, que creó en el 1844, junto con Francesc Gaiola, la Sociedad Académica y Recreativa de l'Empordà, de carácter científico, que se instaló en la casa de Francisco de Còdol, en la Rambla. Carles Fages de Climent, (1902-1968), bisnieto de Narciso Fages de Romá, destacó como poeta y escritor, la biblioteca municipal de Figueres lleva su nombre. El hijo de éste, Pere Ignasi Fages i Mir ha destacado también como cineasta y político.

## Obras
- Cartilla rural en aforismes catalans (Imp. Gregori Matas de Bodallés, Figueres, 1849).
- El amic dels llauradors o Aforismes rurals (Imp. Josep Rius, València, 1853) / (Edició: Facsímil de Librerías Paris-Valencia, Editorial: Impremta J. Rius de València, 1980)
- Higiene rural o regles de sanitat a l'ús dels homes del camp. (Imp. L. Miègeville, Figueres, 1888)
- La filoxera y la zona de incomunicación. Cuestión de vida y muerte para el Ampurdán (Figueres, 1878).